# Печера Вальє

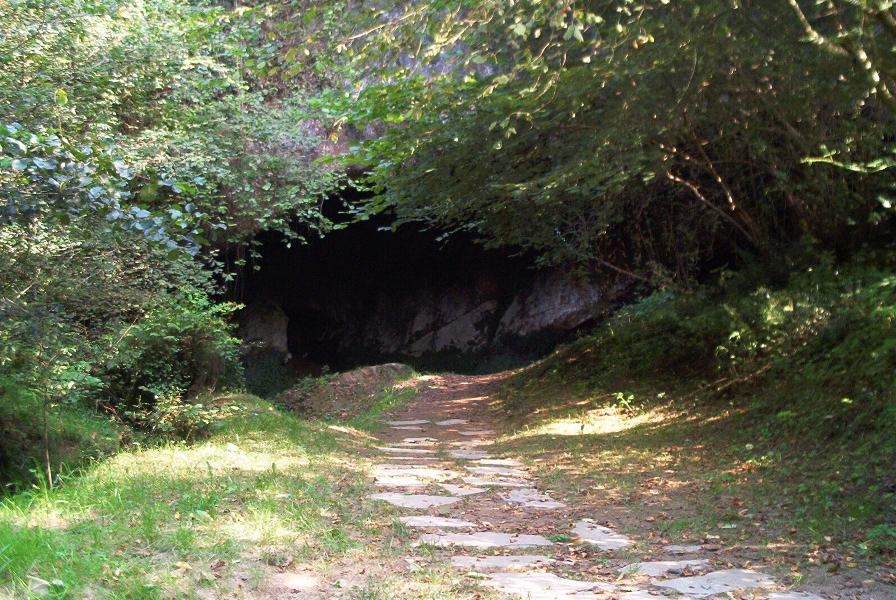
Печера Вальє

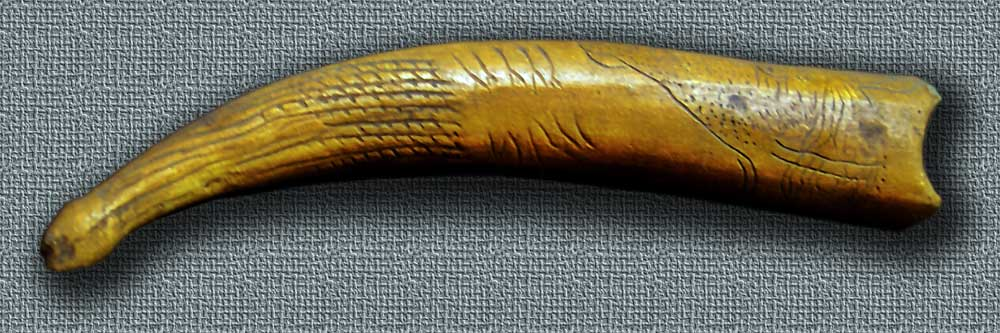
«Жезл начальника» з печери Вальє

Печера Вальє (ісп. La Cueva del Valle) знаходиться у муніципалітеті Расінес, Кантабрія, Іспанія — печера з величезним вхідним отвором, де знаходиться витік річки Сіленсіо (Silencio), притоки річки Руаермоса (Ruahermosa).
Печера Вальє — не лише спелеологічна пам'ятка, але і археологічний пам'ятник епохи палеоліту.
Хоча в печері і не виявлено пам'ятників печерного мистецтва, якими багаті печери Іспанії, в 1905 р. падре Лоренсо Сьєрра виявив тут велика кількість предметів двох доісторичних епох, азильської (гарпуни, кісткові наконечники) і верхньої мадленської (гарпуни з одним або двома рядами зубів і інші кісткові предмети, а також кременеві вироби, передусім різці).
У печері також було виявлено два предмети з наскрізними отворами. Один, орнаментований, був пізніше втрачений, його копія зберігається в Національному археологічному музеї Іспанії. Другий, без орнаменту, зберігається в Регіональному музеї доісторичної епохи і археології Кантабрії.
Печера Валье здобула популярність як одна з найбільших досліджених печер світу (спелеологи досліджували її углиб більш ніж на 40 км, в ній часто практикуються молоді спелеологи).

## Ресурси Інтернету
- Вікісховище має мультимедійні дані за темою: Печера Вальє